# Paíto
Paíto, właśc. Martinho Martins Mukana (ur. 5 lipca 1982 w Maputo) – mozambicki piłkarz występujący na pozycji obrońcy. W 2010 roku wystąpił wraz ze swą reprezentacją na Pucharze Narodów Afryki.

## Kariera
Paíto jest wychowankiem portugalskiego Sportingu. W 2006 roku został wypożyczony do klubu Vitória SC. Po zakończeniu wypożyczenia nie wrócił już jednak do Lizbony - został piłkarzem hiszpańskiego RCD Mallorca. Tam jednak nie zagrał w ani jednym meczu i został wypożyczony do SC Braga. Od 2007 roku do 2010 roku występował w szwajcarskim FC Sion. Następnie odszedł do Neuchâtel Xamax. Wiosną 2012 grał w FC Vaslui, a potem przez dwa lata występował w greckiej Skodzie Ksanti.